# Home Taping Is Killing Music

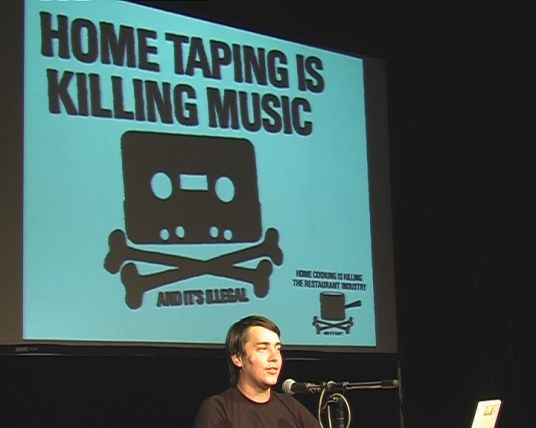
Rasmus Fleischer, portavoz de Piratbyrån, en una conferencia con el logotipo de Home Taping Is Killing Music en pantalla.

Home Taping Is Killing Music (La grabación casera está matando a la música) fue el eslogan de una campaña anti-infracción de derechos de autor de los años 1980 hecha por la British Phonographic Industry (BPI), un grupo comercial británico de la industria musical. Con el aumento en la popularidad del magnetófono de casete, la BPI temía que la gente al ser capaz de grabar música de la radio en casetes causaría un descenso en la venta de discos. El logotipo, consistente en una bandera pirata formada con una silueta de un casete, incluía también las palabras And It's Illegal (Y es ilegal).
La campaña en los años recientes ha revivido, ya que la rama noruega de la Federación Internacional de la Industria Fonográfica (IFPI) lanzó una nueva campaña llamada Piracy Kills Music (La piratería mata a la música). La campaña tiene exactamente el mismo mensaje, mismo nombre e incluso logotipos muy similares. La campaña ganó el premio noruego Gulltaggen 2008 por "Mejor Estrategia de Internet" con mucha controversia.
Un anterior "proponente" de la grabación casera fue Malcolm McLaren quien estaba en ese tiempo manejando la banda británica Bow Wow Wow. En 1980 la banda lanzó su sencillo en casete "C30, C60, C90 Go" en un casete que contó con un espacio en blanco al otro lado tal que el comprador pudiera grabar en él su propia música. El sello discográfico de la banda, EMI, dejó al grupo poco después porque el sencillo presuntamente promovía la grabación casera.

## Parodias

Ejemplo de una parodia del logotipo original: "La costura casera está matando a la industria de la moda. Y es ilegal".

El eslogan fue ocasionalmente parodiado, siendo un ejemplo el and it's about time too! (¡y además iba siendo hora!), usado por la banda de anarcopunk neerlandesa The Ex. Algunas fanzines cambiaron las palabras a Home taping is killing the music industry (La grabación casera está matando a la industria de la música) y añadió las palabras ...so be sure to do your part! (...así que asegúrate de hacer tu parte!) debajo del logotipo. Otro ejemplo fue el contra-eslogan de principios de los años 1980 Home Taping is Skill in Music (La grabación casera es una habilidad en música), refiriéndose a los primeros mixtapes, un precursor de los samples y remixes. La imagen del casete y huesos cruzados fue mostrada brevemente como un fondo en el video "Time Out For Fun" por la banda Devo de su álbum de 1982 "Oh, No! It's Devo". El álbum de 1982 Black Metal de la banda Venom usó el logotipo con las palabras Home Taping Is Killing Music; So Are Venom (La grabación casera está matando a la música; también Venom). La banda de punk de San Diego Rocket from the Crypt vendió camisetas con la cinta y los huesos y las palabras "Home Taping Is Killing the Music Industry: Killing Ain't Wrong" (La grabación casera está matando a la industria de la música: matar no es malo). Sonic Youth tiene camisetas con el casete y "sonic youth" escrito bajo él. La cubierta del álbum de Billy Bragg Workers Playtime presentó una nota que decía "Capitalism is killing music - pay no more than £4.99 for this record" (El capitalismo está matando a la música - no pagues más de £4.99 por este disco). Mitch Benn también comentó que "la grabación casera no está matando a la música, la música está muriendo de causas naturales" en la canción "Steal This Song" del álbum Radioface.
La versión en cinta del EP de Dead Kennedys "In God We Trust, Inc." tiene un lado en blanco. El lado en blanco fue impreso con el mensaje: "Home taping is killing record industry profits! We left this side blank so you can help" (La grabación casera está matando las ganancias de la industria discográfica! Dejamos este lado en blanco para que puedas ayudar). Esto fue en el lanzamiento de Alternative Tentacles; la versión lanzada por Faulty Products fue diferente.
Más recientemente, el grupo a favor de la compartición de archivos P2P Downhill Battle ha utilizado el eslogan "Home Taping Is Killing the Music Industry, and It's Fun" (La grabación casera está matando a la industria de la música, y es divertido!) en camisetas, y el sitio web de BitTorrent The Pirate Bay utiliza el logo de un barco pirata cuyas velas llevan la "cinta y huesos". Adicionalmente, el Partido Pirata UK tiene una versión de la cinta y huesos con el logotipo "copyright is killing music - and it's legal" (el derecho de autor está matando a la música, y es legal) y el Piratbyrån sueco utiliza la misma cinta y huesos como su logotipo.
Una retórica similar ha continuado; en 1982 Jack Valenti comparó la videograbadora y su efecto anticipado en la industria cinematográfica (Sony Corp. of America v. Universal City Studios, Inc.) con el estrangulador de Boston, y en 2005 Mitch Bainwol de la RIAA afirmó que el "quemado" de CD está dañando las ventas de música.
En marzo de 2010, TalkTalk, como parte de su campaña contra las propuestas de compartición de archivos del gobierno del Reino Unido, creó un video como parodia titulado "Home Taping is Killing Music". La canción fue escrita e interpretada por el cantautor Dan Bull y se mostró algo parecido a Madonna, George Michael y Adam Ant sincronizando sus labios con la canción.